# بيريك فيدريجو
بيريك فيدريجو (بالفرنسية: Pierrick Fédrigo)‏ مواليد 30 نوفمبر 1978 في فرنسا، هو دراج فرنسي في صنف سباق الدراجات على الطريق. شارك في دورة الألعاب الأولمبية الصيفية.

## سجل النتائج

### سباقات أو مراحل فاز بها
| التاريخ        | السباق                                   | المركز                  |
| -------------- | ---------------------------------------- | ----------------------- |
| 23 سبتمبر 2001 | جراند بريكس دي إسبيرجوس 2001             | العاشر في التصنيف العام |
| 01 يناير 2002  | طواف دوبس 2002                           |                         |
| 23 أغسطس 2002  | طواف ليموزين 2002                        |                         |
| 17 سبتمبر 2002 | تور دي أفينير 2002                       |                         |
| 22 سبتمبر 2002 | جراند بريكس دي إسبيرجوس 2002             | السادس في التصنيف العام |
| 04 فبراير 2003 | سباق جائزة لا مارسيليس الكبرى 2003       | الخامس في التصنيف العام |
| 01 يناير 2004  | كأس فرنسا لركوب الدراجات على الطريق 2004 | الثاني في تصنيف النقاط  |
| 21 مارس 2004   | شوليه باي دي لوار 2004                   | الثامن في التصنيف العام |
| 02 أبريل 2004  | روت أديلي 2004                           | الثالث في التصنيف العام |
| 13 أبريل 2004  | باريس-كاممبير 2004                       | التاسع في التصنيف العام |
| 18 أبريل 2004  | طواف فونديه 2004                         | السادس في التصنيف العام |
| 29 مايو 2004   | جراند بريكس دو بلومليك-موربيهان 2004     |                         |
| 20 أغسطس 2004  | طواف ليموزين 2004                        | الفائز في التصنيف العام |
| 01 يناير 2005  | بطولة سباق الطرق الفرنسية 2005           | الفائز في التصنيف العام |
| 01 يناير 2005  | أربعة أيام من دونكيرك 2005               | الفائز في التصنيف العام |
| 20 مارس 2005   | شوليه باي دي لوار 2005                   | الفائز في التصنيف العام |
| 01 يناير 2006  | طواف فينيستير 2006                       |                         |
| 18 يونيو 2006  | 2006 روتي دو سود                         |                         |
| 18 أغسطس 2006  | طواف ليموزين 2006                        |                         |
| 01 يناير 2007  | بطولة سباق الطرق الفرنسية 2007           |                         |
| 24 أغسطس 2007  | طواف ليموزين 2007                        | الفائز في التصنيف العام |
| 10 فبراير 2008 | نجم بسجس 2008                            |                         |
| 25 أغسطس 2008  | جي بي واست-فرنسا 2008                    | الفائز في التصنيف العام |
| 18 أبريل 2009  | طواف فينيستير 2009                       |                         |
| 14 يونيو 2009  | كريثيديا دو دوفين 2009                   | الأول في تصنيف الجبال   |
| 23 أغسطس 2009  | جي بي واست-فرنسا 2009                    |                         |
| 28 فبراير 2010 | حلقة جنوب أرديتشي 2010                   |                         |
| 28 مارس 2010   | طواف لايغويليا 2010                      | الفائز في التصنيف العام |
| 28 مايو 2011   | جراند بريكس دو بلومليك-موربيهان 2011     |                         |
| 25 مارس 2012   | طواف لايغويليا 2012                      |                         |
| 09 أبريل 2013  | باريس-كاممبير 2013                       | الفائز في التصنيف العام |
| 22 مارس 2015   | شوليه باي دي لوار 2015                   | الفائز في التصنيف العام |
| 30 مايو 2015   | جراند بريكس دو بلومليك-موربيهان 2015     |                         |

## وصلات خارجية
- الموقع الرسمي

## روابط خارجية
- بيريك فيدريجو على موقع الاتحاد الدولي للدراجات (الإنجليزية)
- بيريك فيدريجو على موقع أرشيف الدراجات (الإنجليزية)
- بيريك فيدريجو على موقع إحصائيات الدراجات الإحترافية (الإنجليزية)
- بيريك فيدريجو على موقع نسبة الدراجات (الإنجليزية)
- بيريك فيدريجو على موقع CycleBase (الإنجليزية)
- بيريك فيدريجو على موقع اللجنة الأولمبية الدولية (الإنجليزية)
- بيريك فيدريجو على موقع أوليمبيديا (الإنجليزية)
- بيريك فيدريجو على موقع اللجنة الأولمبية الفرنسية (مؤرشف) (الفرنسية)